# مولاي يوسف العلوي
ولد مولاي يوسف العلوي أو يوسف العلوي سنة 1969 في الرباط، وهو ابن عم محمد السادس، وقيل أنه صديق مقرب منه لذلك عينه مستشارا له بانتظام حيث يظهر بجانب الملك في الزيارات الرسمية وقد ظهر بشكل بارز في تونس بتاريخ يونيو/حزيران من العام 2014.
الشريف مولاي يوسف العلوي هو أيضا أحد أهم رجال الأعمال في المغرب، حيث يهتم بالعديد من المجالات من بينها الضيافة، السياحة وقطاع العقارات بالتشارك مع جمعية الأمير مولاي رشيد. كما أنه يملك عقد الأزرق للاستثمار والتي تسيطر عليها شركة «تاهيتي بيتش كلوب» في الدار البيضاء.

## الأسرة
هو الابن الأصغر للأمير مولاي علي والأميرة للا فاطمة الزهراء وهو شقيق مولاي عبد الله بن علي العلوي والشريفة للا جمالة العلوي. درس في الكلية الملكية في الرباط في نفس صف الأمير مولاي رشيد.